# Pablo Castrillo
Pablo Castrillo Zapater (2 januari 2001, Jaca) is een Spaanse wielrenner die anno 2025 rijdt voor Movistar Team.

## Biografie
Castrillo is een jongere broer van Jaime Castrillo, die beroepsrenner was tot 2022. In 2022 won Castrillo de Subida a Gorla een Spaanse klimkoers voor beloften. Hij werd dat jaar ook Spaans kampioen tijdrijden voor beloften. In 2023 werd hij beroepsrenner voor Equipo Kern Pharma, nadat hij in 2022 vanaf augustus als stagiair bij deze ploeg reed.
Zijn eerste professionele overwinning behaalde Castrillo op zeer speciale wijze in de Ronde van Spanje 2024. Hij zat mee in de aanval van de twaalfde etappe, die van Ourense naar Estacion de Montaña de Manzaneda trok en 137,5 kilometer lang was. Op deze dag, 29 augustus, droeg de gehele ploeg van Equipo Kern Pharma rouwbanden wegens het overlijden van de oprichter van de ploeg Manolo Azcona. Castrillo zat in de kopgroep met negen andere renners, waaronder zijn landgenoten Marc Soler, Carlos Verona en Óscar Rodríguez. De kopgroep waar Castrillo onderdeel van uitmaakte kreeg ruim baan van het peloton, na meerdere aanvallen van onder anderen Soler en Verona koos Castrillo ervoor om tien kilometer voor de streep zijn eerste aanval te plaatsen. Deze bleek alles vernietigend voor de andere koplopers. Mauro Schmid was de eerste die in de achtervolging ging maar kon Castrillo niet meer bijhalen. Castrillo hield zijn medevluchters op ongeveer dertig seconden afstand op de slotklim naar Estacion de Montaña de Manzaneda. Max Poole probeerde middels een eindsprint de Spanjaard nog bij te halen, maar tevergeefs. De eerste zege van Castrillo was een feit, dit was tevens de eerste etappezege in een Grote Ronde voor zijn ploeg Equipo Kern Pharma. Deze etappezege en het overlijden van ploegoprichter Azcona maakte menig emoties los bij de Spanjaarden.

## Overwinningen
2022
 Spaans kampioen tijdrijden, beloften
2024
12e en 15e etappe Ronde van Spanje

## Resultaten in voornaamste wedstrijden
| Jaar | Ronde van Italië | Ronde van Frankrijk | Ronde van Spanje |
| ---- | ---------------- | ------------------- | ---------------- |
| 2023 |                  |                     |                  |
| 2024 |                  |                     | 64e (2)          |
| 2025 |                  | 110e                |                  |

| Jaar | Clásica San Sebastián |  | WK op de weg |
| ---- | --------------------- |  | ------------ |
| 2023 | 24e                   |  |              |
| 2024 | 17e                   |  | 62e          |
| 2025 | 35e                   |  |              |

## Ploegen
- 2022 –  Equipo Kern Pharma
- 2023 –  Equipo Kern Pharma
- 2024 –  Equipo Kern Pharma
- 2025 –  Movistar Team

Adrià · Agirre · Araiz · Arrieta · Berrade · Carboni (vanaf 9/9) · Carretero · J. Castrillo · Cobo · Galván · C. García Pierna · R. García Pierna · Jaime · D. Lopez · J. López · Marquez · Mendez · Miquel · Moreno · Novikov · Parra · Řepa · Ruiz · Sánchez · van der Tuuk · P. Castrillo (stagiair) · Fernandez (stagiair) · Retegi (stagiair)
Adrià · Agirre · Arrieta · Berrade · Carboni · Carretero · Castrillo · Cobo · Elosegui · Galván · C. García Pierna · R. García Pierna · Jaime · López · Marquez · Miquel · Parra · Řepa (tot 2/5) · Retegi · Ruiz · Sánchez · van der Tuuk · Aznar (stagiair) · Carrascosa (stagiair) · Dorenbos (stagiair)
Agirre · H. Aznar · U. Aznar · Berrade · Brustenga · Castrillo · Cobo · Elosegui · Fernández · Galván · García Pierna · Gutiérrez · Iribar · Jaime · López · Marquez · Miquel · Parra · Retegi · Ruiz · Sánchez · Soto · Uriarte · van der Tuuk · Azanza (stagiair) · Carrascosa (stagiair) · Etxeberria (stagiair)